# Brachygluta fossulata
Brachygluta fossulata är en skalbaggsart som först beskrevs av Reichenbach 1816.  Brachygluta fossulata ingår i släktet Brachygluta, och familjen kortvingar. Arten är reproducerande i Sverige.